# Вудвілл (Техас)
Вудвілл (англ. Woodville) — місто (англ. town) в США, в окрузі Тайлер штату Техас. Населення — 2403 особи (2020).

## Географія
Вудвілл розташований за координатами 30°46′27″ пн. ш. 94°25′36″ зх. д. / 30.77417° пн. ш. 94.42667° зх. д. (30.774081, -94.426591).  За даними Бюро перепису населення США в 2010 році місто мало площу 8,31 км², з яких 8,31 км² — суходіл та 0,00 км² — водойми.

## Демографія
Згідно з переписом 2010 року, у місті мешкало 2586 осіб у 1021 домогосподарстві у складі 598 родин. Густота населення становила 311 осіб/км².  Було 1220 помешкань (147/км²).
Расовий склад населення:
| - 70,0 % — білих - 26,5 % — чорних або афроамериканців - 0,6 % — азіатів - 0,3 % — корінних американців - 0,2 % — вихідців з тихоокеанських островів |

До двох чи більше рас належало 1,5 %. Частка іспаномовних становила 4,4 % від усіх жителів.
За віковим діапазоном населення розподілялося таким чином: 23,0 % — особи молодші 18 років, 52,1 % — особи у віці 18—64 років, 24,9 % — особи у віці 65 років та старші. Медіана віку мешканця становила 42,2 року. На 100 осіб жіночої статі у місті припадало 80,3 чоловіків;  на 100 жінок у віці від 18 років та старших — 76,4 чоловіків також старших 18 років.
Середній дохід на одне домашнє господарство  становив 46 936 доларів США (медіана — 39 227), а середній дохід на одну сім'ю — 56 826 доларів (медіана — 59 737). Медіана доходів становила 46 635 доларів для чоловіків та 35 270 доларів для жінок. За межею бідності перебувало 22,1 % осіб, у тому числі 28,6 % дітей у віці до 18 років та 14,8 % осіб у віці 65 років та старших.
Цивільне працевлаштоване населення становило 1044 особи. Основні галузі зайнятості: освіта, охорона здоров'я та соціальна допомога — 26,8 %, сільське господарство, лісництво, риболовля — 13,2 %, публічна адміністрація — 12,5 %.